# Fimer
Fimer is een Italiaans historisch merk van scooters en motorfietsen.
Het merk Fimer uit Milaan presenteerde in 1952 een scooter met 125 cc tweetaktmotor. Later volgde nog een luxe versie van deze scooter en van 1953 tot 1957 werden er ook 125cc-motorfietsen gemaakt, die “Rondine” heetten.